# Карсон, Джек
Джек Карсон (англ. Jack Carson), имя при рождении Джон Элмер Карсон (англ. John Elmer Carson; 27 октября 1910 — 2 января 1963) — родившийся в Канаде американский актёр кино, радио и телевидения 1930-1960-х годов.
Карсон известен преимущественно как комедийный актёр. За время своей карьеры он сыграл заметные роли в таких комедиях, как «Дверь на сцену» (1937), «Оживлённая леди» (1938), «Беззаботная» (1938), «Клубничная блондинка» (1941), «Любовное безумие» (1941), «Мошенничество и Ко» (1942), «Благодари судьбу» (1943), «Мышьяк и старые кружева» (1944), «Грубо говоря» (1945) и «Роман в открытом море» (1948). Во второй половине 1930-х годов Карсон сыграл на студии RKO Pictures в шести фильмах с участием кинозвезды Джинджер Роджерс, обычно выступая в роли человека, который уступает её своему сопернику. В 1940-е годы Карсон составил комический дуэт с Деннисом Морганом с которым сыграл в 11 фильмах, а в конце 1940-х годов Карсон сыграл главную мужскую роль в трёх романтических комедиях с Дорис Дэй.
Помимо работ в комедийном жанре, Карсон продемонстрировал свой драматический талант в таких фильмах, как «Трудный путь» (1943), «Милдред Пирс» (1945), «Звезда родилась» (1954), «Запятнанные ангелы» (1957), «Порванное платье» (1957) и «Кошка на раскалённой крыше» (1958).
В 1943—1947 годах Карсон был ведущим популярной еженедельной радиопрограммы CBS «Все любят Джека». В 1950—1951 годах Карсон был одним из четырёх сменных ведущих еженедельного комедийно-эстрадного шоу NBC «Ревю четырёх звёзд», в 1954 −1955 годах у Карсона была на NBC собственная эстрадная программа «Шоу Джека Карсона».

## Ранние годы и начало карьеры
Джек Карсон родился 27 октября 1910 года в фермерском городке Карман, Манитоба, Канада, в семье регионального директора страховой компании. У Джека был старший брат Роберт Карсон, также впоследствии ставший актёром кино и телевидения.
Уже в начальной школе Джек обратил на себя внимание в спектакле драматического кружка в Кармане. В одном из спектаклей с ним играл Дейв Уиллок, с которым в дальнейшем их свяжет тесное сотрудничество. Когда Джеку было 12 лет, его отца перевели в Милуоки, где тот  возглавил новый филиал компании. Вместе с Карсонами в Милуоки переехала и семья Уиллоков, глава которой работал вместе с отцом Джека. Карсон всегда считал Милуоки своим родным городом.
В Милуоки Карсон познакомился с местным спортивным радиокомментатором Деннисом Морганом, который позднее стал его многолетним близким другом и партнёром во многих фильмах студии Warner Bros.. После окончания средней школы в Милуоки родители направили Джека и Дейва Уиллока на учёбу в Северо-западное военное училище Святого Иоанна в Делафилде, Висконсин.
После окончания училища Карсон и Уиллок поступили в Карлтонский колледж в Нортфилде, Миннесота. В колледже Карсон играл в оркестре и даже дирижировал им, играл в футбольной команде и принимал участие в спектаклях. Там же он составил комический дуэт с Уиллоком — они пели, танцевали и рассказывали анекдоты повсюду, куда их приглашали.
В 1931 году, закончив колледж, Карсон и Уиллок решили выступать на сцене с совместным комедийным номером. Как рассказывал Карсон, «мы победили на местном конкурсе талантов, после чего один из импресарио сразу же заключил с нами контракт на 20 недель, по которому мы выступали в местных клубах». Уиллок и Карсон сделали номер, где они пели, танцевали и изображали различных известных людей своего времени. Вскоре под именем «Уиллок и Карсон» (англ. Willock & Carson) они утвердились на эстрадной и водевильной сцене, выступая по всей Америке, и даже добрались до театра Paramount в Нью-Йорке.
На гастролях Карсон познакомился с молодой танцовщицей Бетти Эванс Линд, подготовив с ней совместный номер. С этим номером Карсон и Линд успешно выступали более года. Как вспоминал Карсон, после года выступлений «мне захотелось чего-то получше. Но я не хотел терять Бетти, и потому женился на ней». В 1936 году Карсон и Бетти направились в Голливуд. В том же году Карсон получил небольшую роль в одном из голливудских театров, где на него обратил внимание агент Фрэнк Стемпел, ставший агентом актёра до конца жизни. В дальнейшем Стемпел не только помогал профессиональной карьере Карсона, но и успешно инвестировал деньги актёра в недвижимость в Беверли-Хиллс, что сделало того богатым человеком.

## Карьера на киностудииRKO Picturesв 1937—1940 годы

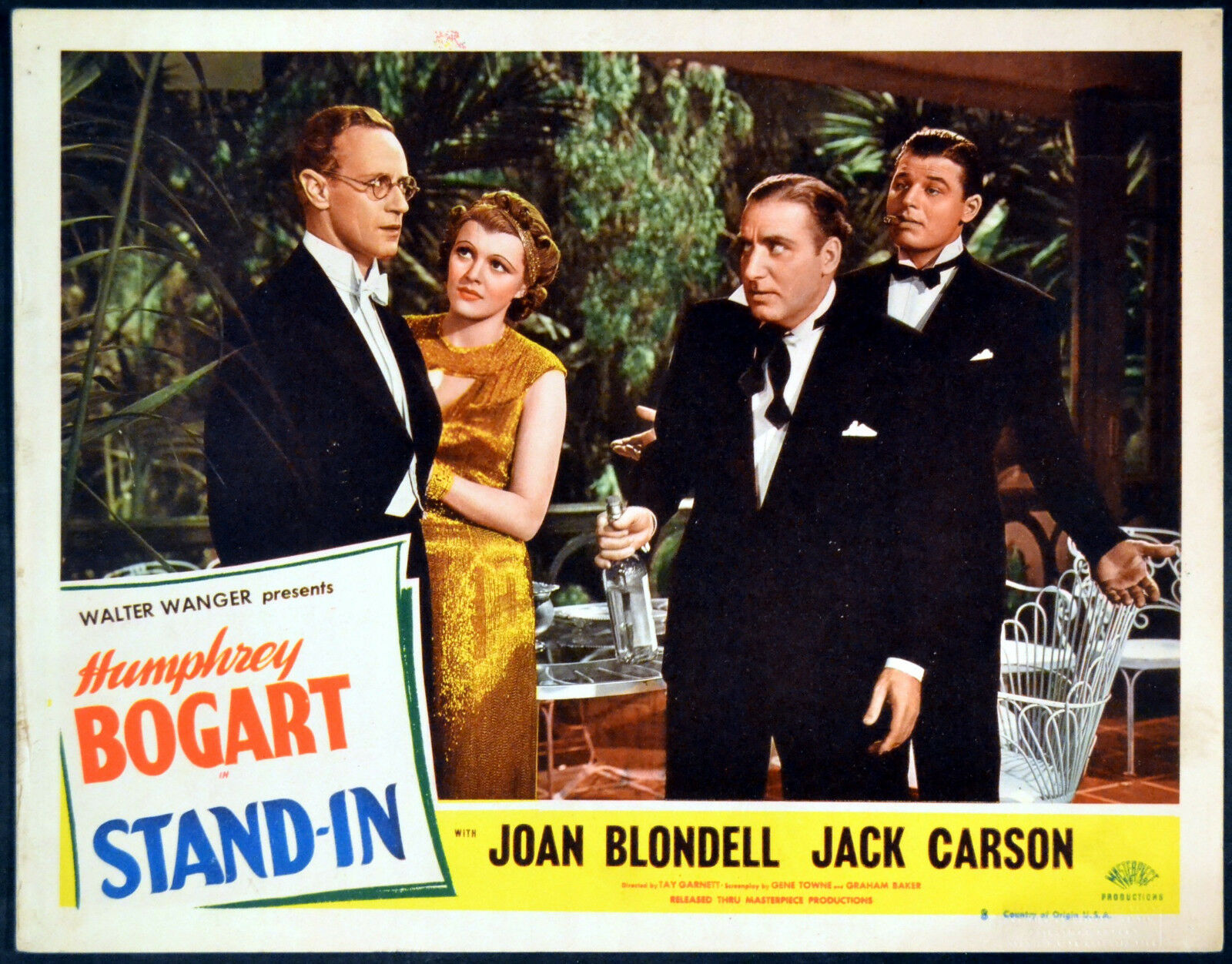
Рекламная открытка фильма «Фабрика Грёз» (1937). Крайний справа – Джек Карсон

В 1937 году Карсон подписал контракт с киностудией RKO Pictures, начав с маленьких ролей, порой без упоминания в титрах. Как написала биограф актёра Франсес Редмонд, Карсон «быстро встал на беговую дорожку RKO, снявшись в изнурительной серии фильмов, иногда меняя костюмы по четыре раза в день». В 1937 году Карсон появился в 12 фильмах, включая такие значимые, как криминальная драма Фрица Ланга «Жизнь даётся один раз» (1937) с Генри Фондой в главной роли, комедия «Дверь на сцену» (1937) с Кэтрин Хепберн и Джинджер Роджерс, музыкальная комедия с Фредом Астером «Девичьи страдания» (1937) и сатирическая комедия о шоу-бизнесе с Хамфри Богартом «Фабрика грёз» (1937), где Карсон, по словам киноведа Полы Гэйты, «получил шикарную роль второго плана».
В 1938 году Карсон сыграл в 14 фильмах, среди которых такие значимые, как комедия Говарда Хоукса «Воспитание крошки» (1938) с Кэтрин Хепберн и Кэри Грантом в главных ролях, где Карсон был цирковым рабочим, музыкальная комедия с Астером и Джинджер Роджерс «Беззаботная» (1938) и криминальная мелодрама с Луисом Хейуордом «Святой в Нью-Йорке» (1938), где Карсон был подручным гангстера. По словам актёра, «поворотный момент» в его карьере наступил, когда к нему проявил интерес Джордж Стивенс, который в тот момент уже был признанным режиссёром студии. Они подружились, и Стивенс пригласил Карсона в свой фильм «Оживлённая леди» (1938) с Джеймсом Стюартом и Джинджер Роджерс. Этот фильм, по словам Карсона, «изменил всё в его карьере». Как он позднее рассказывал, «Джинджер Роджерс, которая к тому времени уже была звездой, однажды на съёмках подошла ко мне и сказала, что ей нравится, как я себя держу и как охотно я принимаю советы режиссёра. Она сказала мне, что скоро у неё будет ещё несколько фильмов, и с моего согласия она попросит продюсеров дать мне роль в каждом из них. Так она и поступила».
Как отмечает историк кино Чарльз Фостер, по просьбе Роджерс RKO заключила с Карсоном контракт, по которому за два года он сыграл более чем в 20 фильмах, при этом его роли с каждым разом становились всё больше. Как вспоминал Карсон, в общей сложности он сыграл роли второго плана в шести фильмах с Джинджер Роджерс — «Дверь на сцену» (1937), «Оживлённая леди» (1938), «Чудесно проводя время» (1938), «Беззаботная» (1938), «Девушка с Пятой авеню» (1939) и «Счастливые партнёры» (1940). Как заметила историк кино Франсес Инграм, «первые боссы Карсона на RKO, должно быть, рассматривали его как человека, который в картинах должен непременно терять свою девушку». И действительно, в шести фильмах с Роджерс он уступал её другим мужчинам. Многие годы спустя он, наконец, завоюет её в фильме «У жениха были шпоры» (1951).
В 1939 году Карсон сыграл в семи фильмах, в том числе в таких престижных, как сатирическая комедия с Джеймсом Стюартом «Мистер Смит едет в Вашингтон» (1939), где Карсон сыграл газетчика, и вестерн со Стюартом и Марлен Дитрих «Дестри снова в седле» (1939), где Карсон был скотоводом. Одновременно он стал получать немного более значимые роли в вестернах и триллерах категории В.
В 1940 году у Карсона было 13 картин, однако за исключением комедии с Роджерс «Счастливые партнёры» (1940), мелодрамы со Спенсером Трейси и Хэди Ламарр «Я возьму эту женщину» (1940) и музыкальной комедии с Джеком Бенни «Возлюби своего соседа» (1940) остальные фильмы были малозаметной продукцией категории В. В итоге нескольких лет работы на RKO Картон превратился в популярного характерного актёра, которого можно увидеть во многих комедиях, мюзиклах и нескольких вестернах. Как пишет Редмонд, «после того, как его карьера пошла на подъём, Карсон почувствовал, что рамки RKO для него узки, и ему удалось перейти на студию Warner Bros.».

## Карьера на радио
Параллельно с кинокарьерой Карсон в паре с Уиллоком начал выступать на радио, и в 1938 году «Уиллок и Карсон» удачно показали себя в популярной радиопрограмме «Мюзик-холл от компании „Крафт“», которую вёл Бинг Кросби. Это выступление привело к серии других выступлений на радио, и в итоге в 1942—1943 годах Карсон стал ведущим радиошоу «Верблюжий комедийный караван». Он также выступал в шоу «Сигнал Карнавал», где познакомился с певицей Кей Сент-Джермейн, которая стала его женой.
Эти успехи на радио привели к тому, что в 1943 году на CBS Карсон стал вести собственное еженедельное радиошоу «Все любят Джека». Шоу выходило в эфире до 1947 года, регулярно побивая рекорды популярности по количеству слушателей, и участие в нём принимали ведущие голливудские звёзды. В это шоу Карсон пригласил Уиллока сначала как одного из авторов, а затем сделал его одним из постоянных актёров.

## Карьера на киностудии Warner Bros. в 1940-е годы
В 1941 году Карсон подписал контракт с кинокомпанией Warner Bros., где качество его ролей улучшилось. Как отмечает Инграм, студия Warner Bros. «рассматривала его как звезду и ведущего исполнителя ролей второго плана», и «период с 1941 по 1949 год стал для Карсона вершиной его кинокарьеры».
В 1941—1944 годах Карсон часто играл комедийные роли в фильмах категории А, создавая образы «блефующих хвастунов или беспечных подручных». В 1941 году Карсон появился в шести фильмах, включая романтические комедии категории А «Клубничная блондинка» (1941) с Джеймсом Кэгни и Ритой Хейворт, «Мистер и миссис Смит» (1941) с Робертом Монтгомери и Кэрол Ломбард, «Любовное безумие» (1941) с Уильямом Пауэллом и Мирной Лой, а также «Невеста наложенным платежом» (1941) с Кэгни и Бетт Дэйвис. В том же году он сыграл важную роль талантливого, но нестабильного музыканта в музыкальном фильме нуар «Блюз ночью» (1941). После выхода картины обозреватель «Нью-Йорк Таймс» Томас Прайор написал, что в этой картине Карсон «идеален в роли беспокойного трубача», а современный кинокритик Крейг Батлер обратил внимание на «сильную игру Карсона» наряду с другими актёрами второго плана.
В 1942 году Карсон сыграл значимые роли в четырёх фильмах категории А, в том числе, в комедии с Эдвардом Г. Робинсоном и Джейн Уаймен «Мошенничество и Ко» (1942), романтической комедии с Генри Фондой и Оливией де Хэвиленд «Зверь мужского пола» (1942), а также в боксёрской драме с Эрролом Флинном «Джентльмен Джим» (1942). В том же году Карсон сыграл в мелодраме военного времени о работниках авиазавода «Крылья орла» (1942), где его партнёрами впервые были Энн Шеридан и Деннис Морган. Журнал Variety назвал этот фильм «вдохновляющим без поучений», а три его звезды стали близкими друзьями, и вместе занимались продажей военных облигаций. Карсон и Морган также посещали сотни госпиталей и расположений войск во время Второй мировой войны и ездили на многочисленные гастроли в поддержку армии, в том числе, на Тихоокеанский флот.
У Карсона не было собственного самолёта, однако он регулярно летал вместе с актёром и певцом Алланом Джонсом (англ. Allan Jones), у которого был лёгкий самолёт. Как вспоминал Карсон, «Аллан всегда давал мне самолёт, если я просил его дать мне полетать самому. Я стал хорошим пилотом, и когда США вступили во Вторую мировую войну, я хотел добровольцем поступить на службу в ВВС. Однако мне отказали, потому что я был слишком высоким и не вмещался в кабину большинства военных самолётов». Тогда он попытался поступить в сухопутные войска, однако ему отказали из-за плоскостопия.

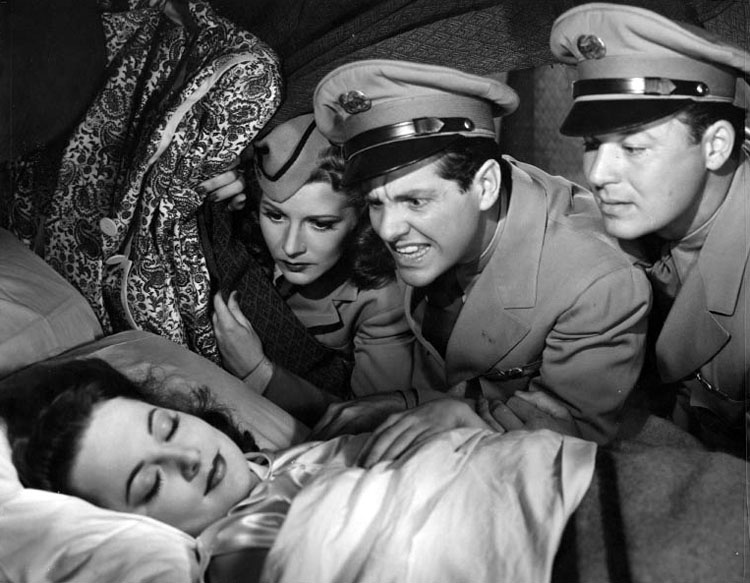
Оливия де Хэвилленд, Джули Бишоп, Роберт Каммингс и Джек Карсон на рекламном фото фильма «Принцесса О’Рурк (1943)

В 1943 году Карсон продолжил кинокарьеру, сыграв в четырёх фильмах, в том числе в чёрной комедии Фрэнка Капры с Кэри Грантом и Присциллой Лейн «Мышьяк и старые кружева» (1943), где он сыграл офицера полиции. В том же году Карсон появился в романтической комедии с Оливией де Хэвилленд «Принцесса О’Рурк» (1943) и вместе с Богартом и Деннисом Морганом — в музыкальной комедии «Благодари судьбу» (1943). По мнению Инграм, свою лучшую игру Карсон выдал в музыкальной мелодраме «Трудный путь» (1943). Как пишет кинокритик, «в этой истории о полном клеветы и злословия мире Бродвея и контроле над братьями и сестрами», Карсон сыграл эстрадного певца и танцора Альберта Ранкела, который женится на начинающей талантливой актрисе Кэти Блейн (Джоан Лесли). С помощью Альберта Кэти делает быструю карьеру и вскоре её приглашают на Бродвей, после чего под давлением старшей сестры (Айда Лупино) она рвёт с Альбертом. Не в силах пережить полученную травму, Альберт кончает жизнь самоубийством, а Кэти начинает роман с бывшим эстрадным партнёром Альберта (Деннис Морган). Историк кино Даг Макклелланд привёл следующие слова Карсона об этом фильме: «Как и все комики, я хотел заставить людей плакать. Наконец, после долгих лет борьбы я получил драматическую роль в „Трудном пути“. Я получил работу. Я был влюблен в (героиню) Джоан Лесли, которая не была влюблена в меня, и со мной случилось много ужасных вещей. В конце концов, чтобы избавиться от своего разбитого сердца, я покончил с собой. Плакали ли люди? Когда я пошел посмотреть картину, я израсходовал три носовых платка». Как отметил историк кино Хэл Эриксон, «благодаря таким фильмам, как „Трудный путь“ (1943) и „Милдред Пирс“ (1945), Карсон смог доказать, что является и сильным драматическим актёром».
В 1944 году Энн Шеридан, Морган и Карсон сыграли главные роли в музыкальной биографической мелодраме о паре эстрадных артистов «Сияй, урожайная луна» (1944), где Карсон был фокусником Великим Джорджетти и близким другом пары, которую составили Шеридан и Морган. Комедия «Глупые девчонки» (1944) рассказывала о нескольких парах, которых подселяют в номер к новобрачным (их сыграли Карсон и Джейн Уаймен) в переполненном Вашингтоне военного времени. Карсон снова сыграл с Джейн Уаймен в комедии «Убери свою кровать» (1944), это была первая главная роль актёра на Warner Bros.. В этой картине он сыграл «приятного парня с золотым сердцем, который оставался приятным парнем, даже когда был зол».

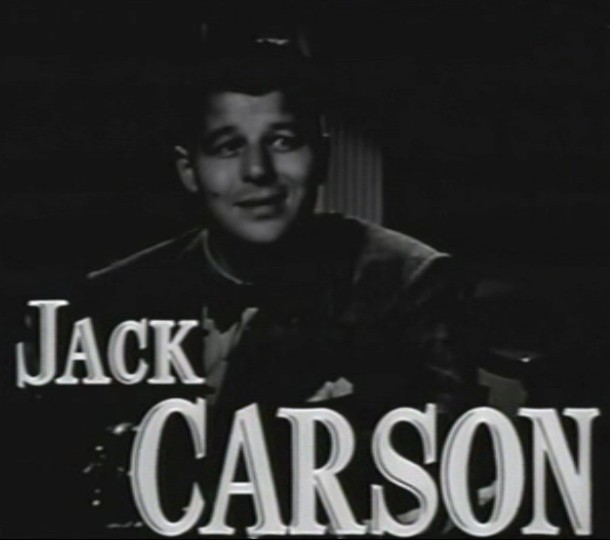
Джек Карсон в трейлере фильма «Милдред Пирс» (1945)

По мнению Пол Гэйты, Карсон «дважды сильно обратил на себя внимание своими актёрскими талантами — в „Милдред Пирс“ (1945) в роли влюблённого друга Джоан Кроуфорд, и в фильме „Грубо говоря“ (1945) в роли безрассудного, но верного мужа Розалинд Расселл». По словам Эриксона, Карсон показал, что «является сильным драматическим актёром благодаря фильму нуар Майкла Кертиса „Милдред Пирс“ (1945)» с Джоан Кроуфорд в заглавной роли. Как пишет Редмонд, «создав неизгладимый образ влюблённого в главную героиню и помогающего ей, вечно интригующего агента по недвижимости Уолли Фэя, Карсон сыграл свою лучшую роль». Инграм также полагает, этот фильм «включал одну из лучших драматических работ Карсона». В основанной на биографическом материале комедийной мелодраме «Грубо говоря» (1945), которую также поставил Кертис, Розалинд Расселл сыграла свободно мыслящую женщину, которая хочет занять место в деловом мире. Она выходит замуж за молодого банкира (Дональд Вудс) и рожает ему шестерых детей. Позднее муж от неё уходит, и она с трудом сохраняет семью, в конце концов находя счастье со своим вторым мужем, которого сыграл Карсон. Как отмечает Инграм, «Карсон отлично держался в паре с очень талантливой Расселл».
Однако, как пишет Гэйта, «несмотря на эти фильмы, студия Warners хотела, чтобы Карсон снимался как комедийный актёр». По словам Редмонда, «после хорошо принятой критикой игры с Джоан Кроуфорд Карсона снова поставили на легковесные мюзиклы и комедии». Студия готовила из Карсона и Денниса Моргана дуэт комедийных исполнителей, который должен был составить конкуренцию дуэту Бинга Кросби и Боба Хоупа на студии Paramount Pictures. За короткий промежуток времени Карсон сыграл с Морганом в серии из 15 легковесных музыкальных комедий. Так, в 1947 году Карсон сыграл в трёх комедиях в паре с Деннисом Морганом — «Ещё один завтрашний день» (1946), «Место, время и девушка» (1946) с Мартой Викерс и «Два парня из Милуоки» (1946). В фильме «Ещё один завтрашний день» (1946), где играли также женщины-звёзды Энн Шеридан, Алексис Смит и Джейн Уаймен, у Карсона была роль «дружелюбного дворецкого и лучшего друга Моргана». По мнению Инграм, «фильм получился неровным» и держался только «благодаря своим звёздам». В фильме «Двое парней из Милуоки» (1946) Морган играет принца-инкогнито, а Карсон — таксиста, который помогает ему. Женские роли в картине сыграли Джоан Лесли и Дженис Пейдж. По словам Инграм, «это очень весёлая комедия стала официально первой в серии „комедий про двух парней“ с участием Карсона и Моргана».
В 1947 году Карсон сыграл в двух комедиях с Робертом Хаттоном — «Всегда вместе» (1947), где у Карсона была маленькая роль, и «Люби и учись» (1947). Вторая комедия рассказывает, как в Нью-Йорке команда песенников в составе Джингла Коллинса (Карсон) и Боба Гранта (Хаттон), пытается продать одну из своих песен музыкальному издателю. По мнению Инграм, «эта разочаровывающая музыкальная комедия могла бы быть лучше, если бы пару Карсону составил Морган». Год спустя в мюзикле «Апрельские дожди» (1948) Карсон и Энн Сотерн сыграли пару эстрадных актёров начала века, Джо и Джун Таймов, которые не могли добиться особого успеха, пока их одарённый сын Бастер (Роберт Эллис) не начал выступать вместе с ними. Как пишет Инграм, «хорошая актёрская игра, отличные производственные качества и несколько хороших песен сделали этот фильм увлекательным». Также в 1948 году Морган, Карсон и Дороти Мелоун сыграли в музыкальной комедии «Два парня из Техаса» (1948) о двух эстрадных артистах, которые вынужденно застревают на туристическом ранчо в Техасе. Начинается комический беспредел, в ходе которого они оказываются в тюрьме, на родео, и в конце концов, находят свою любовь. Инграм полагает, что «это был, вероятно, самый весёлый и занимательный из фильмов, которые сделали вместе Карсон и Морган».
В том же году музыкальной комедией «Роман в открытом море» (1948) Карсон начал творческое сотрудничество с Дорис Дэй. На следующий год они сыграли в музыкальных комедиях «Это великое чувство» (1949) и «Мои сны твои» (1949). Как пишет Инграм, фильм «Это великое чувство» (1949), где его партнёром снова был Морган, был «комическим бенефисом Карсона». По сюжету его герой настолько плох как звезда, что никто на площадке Warner Bros. не хочет с ним работать. Он понимает, что должен ставить следующую картину сам. Когда роль в его фильме предлагают Джейн Уаймен, та падает в обморок. В конце концов, он находит официантку (Дорис Дэй), чтобы сыграть в фильме, и обманным путём делает Моргана своим партнёром по фильму. Во время работы над этими фильмами Карсону было 38, а Дэй 24 года, тем не менее между ними начался роман, который продолжался три года и привёл к тому, что от него ушла жена. Позднее Дэй говорила, что Карсон был очень несчастным человеком, который слишком много пил. В итоге, их отношения так ни к чему и не привели.
Как пишет Редмонд, к концу 1940-х годов Карсона перестали удовлетворять предлагаемые роли либо в легких комедиях с Морганом, либо позднее — с новой звездой Warners Дорис Дэй. Он хотел отойти от образа «не очень умного персонажа, иногда слабого и всегда несчастливого в любви, и вырасти в настоящего актёра с драматическими качествами». В конце концов, он покинул студию и стал работать как фрилансер.

## Кинокарьера в 1950-е годы
В 1950 году Карсон сыграл роль второго плана в романтической мелодраме «Яркий лист» (1950) с участием Гэри Купера и Лорен Беколл, а также сыграл главную роль в комедийном экшне студии Columbia Pictures «Человек с хорошим юмором» (1950), где его партнёршей была будущая жена, певица и актриса Лола Олбрайт. Фильм рассказывает о добром торговце мороженым компании «Хороший юмор» (Карсон), который, пытаясь помочь молодой женщине, оказывается подозреваемым в убийстве.
Год спустя в спортивной комедии студии Eagle Lion Pictures «Мистер Вселенная» (1951), указанный первым в титрах Карсон сыграл жуликоватого и двуличного спортивного промоутера, который обманом вовлекает порядочного победителя конкурса «Мистер Вселенная» (Винс Эдвардс) в серию договорных схваток на борцовском ринге, одновременно ухаживая за его девушкой (Дженис Пейдж) и устраивая дела с гангстером (Роберт Алда). В том же году Карсон сыграл в своём последнем совместном фильме с Джинджер Роджерс — независимой комедии «У жениха были шпоры» (1951). В этой картине он был поющим киноковбоем, который толком не умеет ни петь, ни скакать на лошади, и кроме того, наделал карточных долгов. Чтобы исправить свои дела, он нанимает адвоката (Роджерс), а затем и женится на ней, и постепенно она начинает делать из него человека.
Пропустив год, Карсон вернулся в кино с единственным фильмом, музыкальной комедией Metro-Goldwyn-Mayer «Покорить Ла-Манш» (1953), где сыграл менеджера и тренера американской девушки (Эстер Уильямс), которую убеждает стать первой женщиной, которая переплывёт Ла-Манш. В 1954 году Карсон сыграл в комедиях «Красные подвязки» (1954) и «Фи» (1954). В музыкальной пародии на вестерн студии Paramount Pictures «Красные подвязки» (1954) он был ловким, жуликоватым адвокатом, а в романтической комедии Columbia Pictures «Фи» с Джуди Холлидей и Джеком Леммоном в роли супружеской пары Карсон был ухажёром Холлидей в тот момент, когда она собиралась развестись с мужем.
Как пишет Инграм, в 1954 году Карсон также появился «в одном из выдающихся фильмов „Звезда родилась“ (1954), в одной из своих лучших ролей». Он сыграл Мэтта Либби, пиар-агента театральной звезды Нормана Мейна (Джеймс Мейсон). Либби, который лично презирает Мейна, имеет все основания волноваться за своего клиента, который из-за сильного пристрастия к алкоголю перестал быть надёжным в работе актёром. Джуди Гарленд сыграла в этой картине главную роль молодой актрисы, звезда которой восходит по мере того, как звезда Мейна угасает. По мнению Инграм, «Джек мастерски сыграл Либби как озлобленного, обиженного человека, создав отличный образ». Как отметил Гэйта, работа Карсона в кино в первой половине 1950-х годов «была постоянной, хотя в основном ничем не примечательной, за исключением прекрасно исполненной драматической роли вероломного руководителя рекламного отдела рекламы в фильме „Звезда родилась“». Редмонд со своей стороны написала, что после нескольких лет непримечательных ролей лишь в 1954 году Карсон «удивил многих созданием образа беспринципного пресс-агента Мэтта Либби в фильме „Звезда родилась“».
Год спустя Карсон сыграл роль второго плана в музыкальной комедии «Я не веду себя плохо» (1955), за которой последовала роль второго плана в мелодраме с Ваном Джонсоном и Джозефом Коттеном «Дно бутылки» (1956), а также главная роль в паре с Микки Руни в романтической комедии «Великолепные головорезы» (1956), где они были нефтяниками, работающими в Южной Америке. Персонаж Карсона влюбляется в женщину-инженера (Нэнси Гейтс), которая приезжает ему на смену, и он решает продолжить работу вместе с ней.
В 1957 году в приключенческой мелодраме Дугласа Сирка «Запятнанные ангелы» (1957) Карсон сыграл роль верного авиамеханика героя войны и лётчика-аса (Роберт Стэк), который тайно влюблён в его жену (Дороти Мелоун). В фильме нуар «Порванное платье» (1957) Карсон был шерифом, который считает себя полновластным хозяином небольшого калифорнийского городка. Когда ход судебного процесса не устраивает героя Карсона, он без тени сомнения фабрикует дело о взятке против адвоката (Джефф Чандлер) и запугивает его, а также убивает опасного для себя свидетеля. Современный историк кино Майкл Кини назвал картину «скучной судебной драмой, которая может похвастать разве что хорошей игрой Карсона и увлекательным, неожиданным финалом на ступенях дворца правосудия», а рецензент сайта Film Fanatic отметил, что «Чендлер хорошо справляется с главной ролью, Гэйл Расселл как всегда приятно видеть — но всё-таки здесь выделяется Карсон в неожиданной для себя роли. Он откровенно попирает свой обычный типаж всеамериканского „хорошего парня“, создавая порочный образ, который не может нас не пугать», но которому при этом свойственна особенная, основанная на чести мораль.

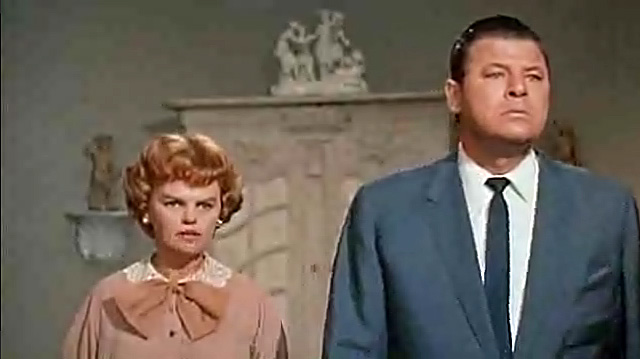
Мадлен Шервуд и Джек Карсон в трейлере фильма «Кошка на раскалённой крыше» (1958)

Как отмечает Инграм, «хотя его сильной стороной была комедия, Карсон показал значительное мастерство в нескольких драматических фильмах», одним из последних среди которых стала драма по пьесе Теннесси Уильямса «Кошка на раскалённой крыше» (1958). В этой картине он сыграл старшего брата главного героя (Пол Ньюман), адвоката и туповатого отца пятерых детей, который при видимой добропорядочности готов любой ценой заполучить наследство своего умирающего отца. Последними фильмами Карсона стали комедия с Полом Ньюманом и Джоан Коллинз «Собирайтесь вокруг флага, ребята!» (1958), мелодрама с Ричардом Бёртоном «Терновый куст» (1959) и криминальная биографическая драма о гангстере Арнольде Ротштейне «Король яростных 20-х» (1961), в которой Карсон сыграл свою последнюю роль в кино.

## Карьера на телевидении
В 1950—1951 годах Карсон был одним из четырёх сменных ведущих еженедельного комедийно-эстрадного шоу NBC «Ревю четырёх звёзд», в 1954 −1955 годах у Карсона была собственная эстрадная программа на NBC «Шоу Джека Карсона» (5 эпизодов).
Помимо этого, в период с 1950 по 1962 год Карсон сыграл в 115 эпизодах 60 различных сериалов, среди которых «Видеотеатр „Люкс“» (1951—1952, 2 эпизода), «Час „Юнайтед стейтс стил“» (1954—1962, 6 эпизодов), «Театр Деймона Раниона» (1955), «Джейн Уаймен представляет „Театр у камина“» (1955), «Телевизионный театр „Форда“» (1956), «Театр звёзд „Шлитц“» (1956—1958, 3 эпизода), «Бонанза» (1959), «Театр Зейна Грея» (1960), «Триллер» (1960), «Сумеречная зона» (1961), «Автобусная остановка» (1961) и «Альфред Хичкок представляет» (1962). Его последнее появление на телевидении было в диснеевском сериале «Чудесный мир цвета» (1962).

## Прочая творческая деятельность
В 1940-е годы Карсон часто исчезал из Голливуда на несколько недель, и жена никому не говорила, где его можно найти. Многие годы спустя, незадолго до смерти, Карсон объяснил, что в эти промежутки времени выступал в Цирке Клайда Битти в качестве клоуна. Как он сказал, «никто меня не знал, но меня любили за мои номера. Это был самый лучший подарок, который человек может получить — искреннее признание со стороны незнакомых людей».
В 1952 году Карсон принял предложение бродвейского Ziegfeld Theatre сыграть главную роль в возрождённой музыкальной комедии Джорджа и Айры Гершвинов «О тебе я пою». Предполагалось, что шоу будет выходить в течение трёх недель, однако оно было настолько успешным, что продержалось 15 недель, пока Карсон не заявил, что должен уехать в связи с другими обязательствами в Голливуде.
Карсон был одним из первых среди многих голливудских актёров, у которого была отдельная карьера в качестве стенд-ап-комика на клубном уровне. В 1952—1953 годах в течение двух недель он выступал в клубе в Лас-Вегасе, продолжая регулярно выступать на протяжении 1953—1954 годов.
В 1957 году Карсон записал и выпустил музыкальный альбом «Джек Карсон поёт свои любимые студенческие песни». Позднее он время от времени продолжал записывать отдельные песни.
В 1961 году он играл в спектакле «Возьми меня с собой» по пьесе Юджина О’Нила «О, пустыня!». В 1962 году в Милуоки Карсон поставил спектакль «Зажги небо» с участием Уильяма Бендикса, который имел успех.
Карсон хорошо знал философию, любил поговорить на философские темы, и на момент смерти завершал работу над книгой о религии.

## Актёрское амплуа и оценка творчества
Как отмечено в некрологе актёра в «Нью-Йорк Таймс» Джек Карсон был «крупногабаритным, круглолицым комическим актёром и танцором в кино, ночных клубах и на телевидении». Высокого роста (190 см), массивный (100 кг), «одарённый подвижным лицом, которое привлекало кинозрителей», Карсон был «характерным актёром, который специализировался на дружелюбных, но часто ненадёжных персонажах».
Свою карьеру Карсон начал с выступлений на эстраде, а в конце 1930-х годов пришёл в кинематограф. В 1937 году Карсон заключил свой первый контракт со студией RKO Pictures, «где в течение нескольких лет играл эпизодические роли в фильмах категории А и неблагодарные роли второго плана в фильмах категории В».
Карьера Карсона на RKO получила развитие во многом благодаря поддержке кинозвезды Джинджер Роджерс, которая прониклась к актёру симпатией и попросила руководство студии, чтобы Карсон получал роли во всех её фильмах. В итоге на RKO Карсон сыграл в шести фильмах с Роджерс — «Дверь на сцену» (1937), «Оживлённая леди» (1938), «Беззаботная» (1938), «Чудесно проводя время» (1938), «Девушка с Пятой авеню» (1939) и «Счастливые партнёры» (1940). Все эти фильмы были романтическими комедиями, в которых героиня Роджерс каждый раз уходила от Карсона к звезде фильма. Он, наконец, завоевал её лишь одиннадцать лет спустя в комедии «У жениха были шпоры» (1951).
В 1941 году Карсон перешёл на студию Warner Bros., где его жизнь заметно переменилась. В 1940-е годы он сыграл роли второго плана в серии престижных комедий категории А, таких как «Клубничная блондинка» (1941) с Джеймсом Кэгни и «Мышьяк и старые кружева» (1944) с Кэри Грантом, а также одну из главных ролей в серии музыкальных комедий, где его партнёром был «столь же симпатичный Деннис Морган». Как пишет Франсес Рэдмонд, именно на Warner Bros. Карсон составил дуэт с Морганом, сыграв с ним во многих фильмах. По словам Рэдмонд, «как предполагалась, их дуэт должен был составить конкуренцию Кросби и Хоупу со студии Paramount Pictures, но этого не случилось».
Тем не менее, Карсон и Деннис Морган сыграли вместе в 11 фильмах. За исключением мелодрамы военного времени «Крылья орла» (1942) и двух мелодрам из актёрской жизни «Трудный путь» (1943) и «Сияй, урожайная луна» (1944), все остальные фильмы Карсона и Моргана были комедиями. Среди них «Благодари судьбу» (1943), «Голливудская лавка для войск» (1944), «Ещё одно завтра» (1946), «Два парня из Милуоки» (1946), «Время, место и девушка» (1946), «Всегда вместе» (1947), «Два парня из Техаса» (1948) и «Это великое чувство» (1949).
Несмотря на крепкое телосложение, грубоватую красивую внешность и дружелюбный характер, Карсон стал известен как «мужчина, которому девушка никогда не достаётся» . В 1950 году в интервью обозревателю Hollywood Citizen-News Сидни Скольски Карсон сказал: «Джинджер Роджерс была первой девушкой, которую я упустил в кино. Однако во время работы мы так хорошо ладили, что она попросила RKO, чтобы я сыграл парня, который её теряет, в её следующих пяти фильмах… Затем я терял Дорис Дэй своему хорошему другу Деннису Моргану ещё в пяти фильмах». Позднее Карсон говорил: «Я не возражаю против того, чтобы терять девушку почти в каждом фильме, где снимаюсь. Но я всегда ненавидел тот факт, что я теряют её, потому что я большой тупой парень. Если бы хотя бы один из сценаристов сделал бы так, что я теряю девушку, потому что я подлый и порочный, я был бы совершенно счастлив».
По словам историка кино Пола Гэйты, «приветливый второй номер в многочисленных кинокомедиях 1940—1950-х годов», Карсон «не был кинозвездой первой величины, тем не менее, он оставил многообразие характерных образов, которые вызывают смех и десятилетия спустя». Он оставался популярным комедийным актёром до конца 1950-х годов, на протяжении 1950-х годов чередуя комедийные и драматические роли.
Свой драматический талант Карсон особенно ярко продемонстрировал в таких фильмах, как «Трудный путь» (1943), «Милдред Пирс» (1945), «Звезда родилась» (1954), «Порванное платье» (1957) и «Кошка на раскалённой крыше» (1958).
За время своей карьеры Карсон сыграл в четырёх фильмах, которые были номинированы на «Оскар» — «Дверь на сцену» (1937), «Мистер Смит едет в Вашингтон» (1939), «Милдред Пирс» (1945) и «Кошка на раскаленной крыше» (1958).
Как пишет Гэйта, «свой симпатичный экранный образ Карсон использовал и на телевидении, чаще всего, в качестве гостевой звезды или ведущего программы». В 1950-е годы он плавно перешёл на телевидение, где постоянно работал как гостевая звезда и ведущий бесчисленных эстрадных шоу, включая своё собственное «Шоу Джека Карсона» (NBC, 1954—1955).
Несмотря на амплуа иногда туповатого комичного персонажа, Карсон был одним из самых начитанных людей Голливуда. По словам Сидни Скольски, Джек Карсон был «вероятно, самым образованным и эрудированным актёром в киноиндустрии» .
Как написал о Карсоне историк кино Дэвид Томсон в The New Biographical Dictionary of Film, «никогда не номинировавшийся и не прославлявшийся, никогда не получавший главных ролей в первоклассных картинах, Джек Карсон мог быть глупым, пустым, грубым, тщеславным, дружелюбным, порядочным, трогательным, противным, ненавистным… даже обычным. Почему-то даже возникает сомнение, что он когда-либо получал или нуждался в особом руководстве со стороны режиссёра. Он просто понимал историю и персонажа. Когда его ставили на роль, на него можно было положиться, и давайте скажем, что в одном из десяти случаев он был неподражаем… В остальных случаях он был просто совершенен».

## Личная жизнь
Джек Карсон был женат четыре раза. С 1938 вплоть до развода в 1939 году он был женат на эстрадной танцовщице Элизабет (Бетти) Элис Линди (англ. Elizabeth (Betty) Alice Lindy), с которой выступал в общем песенно-танцевальном номере. В 1940 году он женился на певице Кей Сент-Жермен Уэллс (англ. Kay St. Germain Wells), с которой прожил до развода в 1950 году, у пары родилось двое детей — сын Джек (1941) и дочь Кэтлин (1944) . С 1952 по 1958 год Карсон был женат на актрисе и певице Лоле Олбрайт, с которой в 1950 году играл в фильме «Человек с хорошим юмором». В 1961 году Карсон женился на Сандре Джолли (англ. Sandra Jolley), которая ранее была женой актёра Форреста Такера. С ней Карсон прожил вплоть до своей смерти в начале 1963 года.
Актриса Дорис Дэй вспоминала, что на рубеже 1940—1950-х годов в течение трёх лет у неё был мучительный роман с Карсоном в тот период, когда они вместе снимались. Как сказала Дэй, «жизнь принесла бы мне больше удовольствия, если бы мы поженились». Однако студии были категорически против их брака, так как это разрушило бы коммерческий образ Дэй как «девушки из соседнего двора», и в итоге они расстались.
У Джека был старший брат Роберт Карсон, который сыграл вместе с ним в фильмах «Моя мечта твоя» (1949) и «У жениха были шпоры» (1951), а также в эпизодах телепрограмм «Театр „Дженерал Электрик“» и «Театр звёзд „Шлитц“».
Как вспоминал многолетний партнёр Карсона, актёр Деннис Морган, «Джек был моим лучшим другом. Помимо фильмов мы ездили в сотни армейских лагерей и больниц во время войны. Мы часто вместе ходили на охоту и рыбалку».

## Смерть
В августе 1962 года во время репетиции пьесы Айры Левина «Выбор критиков» в Андовере, Нью-Джерси, Карсон потерял сознание, после чего ему поставили диагноз рак желудка. Шесть недель спустя во время операции врачи констатировали, что рак поразил почку и уже распространяется по организму.
Последние месяцы жизни Карсон провёл в своём доме в Энсино, Калифорния, где и умер от рака желудка и почек 2 января 1963 года в возрасте 52 лет.

## Фильмография
| Год         |     | Русское название                   | Оригинальное название                                   | Роль                                                      |
| ----------- | --- | ---------------------------------- | ------------------------------------------------------- | --------------------------------------------------------- |
| 1937        | ф   | Высокого полёта                    | High Flyers                                             | Дейв Хенлон                                               |
| 1937        | ф   | Музыка для мадам                   | Music for Madame                                        | помощник режиссёра                                        |
| 1937        | ф   | Дверь на сцену                     | Stage Door                                              | мистер Милбэнкс                                           |
| 1937        | ф   | Фабрика грез                       | Stand-In                                                | Том Поттс                                                 |
| 1937        | ф   | Слишком много жен                  | Too Many Wives                                          | Ходжес                                                    |
| 1937        | ф   | Быстрые деньги                     | Quick Money                                             | тренер Вудфорд                                            |
| 1937        | кор | Арендованный бунт                  | A Rented Riot                                           |                                                           |
| 1937        | кор | Харрис весной                      | Harris in the Spring                                    | таксист                                                   |
| 1937        | ф   | Девичьи страдания                  | A Damsel in Distress                                    | (в титрах не указан)                                      |
| 1937        | ф   | Это могло случиться с тобой        | It Could Happen to You!                                 | водитель грузовика (в титрах не указан)                   |
| 1937        | ф   | Семь пятниц на неделе              | On Again-Off Again                                      | полицейский (в титрах не указан)                          |
| 1937        | ф   | Объявлен пропавшим                 | Reported Missing                                        | радист в аэропорту Логантауна (в титрах не указан)        |
| 1937        | ф   | Жизнь даётся один раз              | You Only Live Once                                      | сотрудник на автозаправочной станции (в титрах не указан) |
| 1937        | ф   | Она получила всё                   | She's Got Everything                                    | Рэнсом (в титрах не указан)                               |
| 1938        | ф   | Беззаботная                        | Carefree                                                | Коннорс                                                   |
| 1938        | ф   | Круша Голливуд                     | Crashing Hollywood                                      | Диксон                                                    |
| 1938        | ф   | Иди догони себя                    | Go Chase Yourself                                       | Уоррен Майлс                                              |
| 1938        | ф   | Чудесно проводя время              | Having Wonderful Time                                   | Эмиль Битти                                               |
| 1938        | ф   | Закон преступного мира             | Law of the Underworld                                   | Джонни                                                    |
| 1938        | ф   | Мистер Дудл начинает               | Mr. Doodle Kicks Off                                    | футболист Рочет                                           |
| 1938        | ф   | Ночная точка                       | Night Spot                                              | Шаллен                                                    |
| 1938        | ф   | Святой в Нью-Йорке                 | The Saint in New York                                   | Ред Дженкс                                                |
| 1938        | ф   | Брачный бизнес                     | This Marriage Business                                  | »Кендид» Перри                                            |
| 1938        | ф   | Оживленная леди                    | Vivacious Lady                                          | Чарли, официант капитан                                   |
| 1938        | кор | Пикетирование во имя любви         | Picketing for Love                                      | Джек                                                      |
| 1938        | ф   | Воспитание крошки                  | Bringing Up Baby                                        | цирковой рабочий (в титрах не указан)                     |
| 1938        | ф   | Приговорённые женщины              | Condemned Women                                         | полицейский в штатском (в титрах не указан)               |
| 1938        | ф   | Все это делают                     | Everybody's Doing It                                    | детектив лейтенант (в титрах не указан)                   |
| 1938        | ф   | Выходной вечер служанки            | Maid's Night Out                                        | работник на американских горках (в титрах не указан)      |
| 1939        | ф   | Дестри снова в седле               | Destry Rides Again                                      | Джек Тиндалл                                              |
| 1939        | ф   | Побег                              | The Escape                                              | Чет Уоррен                                                |
| 1939        | ф   | Медовый месяц закончен             | The Honeymoon's Over                                    | Том Донрой                                                |
| 1939        | ф   | Парень из Техаса                   | The Kid from Texas                                      | Стэнли Браун                                              |
| 1939        | ф   | Легион пропавших лётчиков          | Legion of Lost Flyers                                   | Ларри Барриган                                            |
| 1939        | ф   | Девушка с Пятой авеню              | Fifth Avenue Girl                                       | Миннесота, моряк (в титрах не указан)                     |
| 1939        | ф   | Мистер Смит едет в Вашингтон       | Mr. Smith Goes to Washington                            | Суини Фаррелл, газетчик (в титрах не указан)              |
| 1940        | ф   | Я возьму эту женщину               | I Take This Woman                                       | Джо                                                       |
| 1940        | ф   | Псевдоним Дьякон                   | Alias the Deacon                                        | Салливан                                                  |
| 1940        | ф   | Вражеский агент                    | Enemy Agent                                             | Ральф                                                     |
| 1940        | ф   | Девушка в 313                      | Girl in 313                                             | лейтенант полиции Пэт О’Фаррелл                           |
| 1940        | ф   | Люби своего соседа                 | Love Thy Neighbor                                       | полицейский                                               |
| 1940        | ф   | Счастливые партнёры                | Lucky Partners                                          | Фредди                                                    |
| 1940        | ф   | Организатор досрочных освобождений | Parole Fixer                                            | Джордж Маттисон                                           |
| 1940        | ф   | Королева мафии                     | Queen of the Mob                                        | агент ФБР Росс Уоринг                                     |
| 1940        | ф   | Сэнди получает своего мужчину      | Sandy Gets Her Man                                      | полицейский Том Гэррити                                   |
| 1940        | ф   | Стреляя высоко                     | Shooting High                                           | Гэбби Кросс                                               |
| 1940        | ф   | Тайфун                             | Typhoon                                                 | помощник капитана                                         |
| 1940        | ф   | Молод, насколько сам чувствуешь    | Young as You Feel                                       | Норкросс                                                  |
| 1941        | ф   | Блюз ночью                         | Blues in the Night                                      | Лео Пауэлл                                                |
| 1941        | ф   | Невеста наложенным платежом        | The Bride Came C.O.D.                                   | Аллен Брайс                                               |
| 1941        | ф   | Любовное безумие                   | Love Crazy                                              | Уорд Уиллоуби                                             |
| 1941        | ф   | Мистер и миссис Смит               | Mr. & Mrs. Smith                                        | Чак                                                       |
| 1941        | ф   | Военно-морской блюз                | Navy Blues                                              | Баттонс Джонсон                                           |
| 1941        | ф   | Клубничная блондинка               | The Strawberry Blonde                                   | Хьюго Барнстед                                            |
| 1942        | ф   | Джентльмен Джим                    | Gentleman Jim                                           | Уолтер Лоури                                              |
| 1942        | ф   | Мошенничество и Ко                 | Larceny, Inc.                                           | Джефф Рэндольф                                            |
| 1942        | ф   | Зверь мужского пола                | The Male Animal                                         | Джо Фергюсон                                              |
| 1942        | ф   | Крылья орла                        | Wings for the Eagle                                     | Брэд Мейпл                                                |
| 1943        | ф   | Трудный путь                       | The Hard Way                                            | Альберт Ранкел                                            |
| 1943        | ф   | Принцесса О'Рурк                   | Princess O'Rourke                                       | Дейв Кемпбелл                                             |
| 1943        | ф   | Благодари судьбу                   | Thank Your Lucky Stars                                  | Джек Карсон                                               |
| 1943        | ф   | Мышьяк и старые кружева            | Arsenic and Old Lace                                    | О’Хара                                                    |
| 1943        | ф   | Еда и волшебство                   | Food and Magic                                          | Мисто, волшебник (в титрах не указан)                     |
| 1944        | ф   | Глупые девчонки                    | The Doughgirls                                          | Артур Холстед                                             |
| 1944        | ф   | Голливудская лавка для войск       | Hollywood Canteen                                       | Джек Карсон                                               |
| 1944        | ф   | Убери свою кровать                 | Make Your Own Bed                                       | Джерри Кёртис                                             |
| 1944        | ф   | Сияй, урожайная луна               | Shine on Harvest Moon                                   | Великий Джорджетти                                        |
| 1944        | ф   | Сияющее будущее                    | The Shining Future                                      | Джек Карсон                                               |
| 1944        | ф   | Путь к победе                      | The Road to Victory                                     | Джек Карсон (в титрах не указан)                          |
| 1945        | ф   | Милдред Пирс                       | Mildred Pierce                                          | Уолли Фэй                                                 |
| 1945        | ф   | Грубо говоря                       | Roughly Speaking                                        | Гарольд С. Пирсон                                         |
| 1946        | ф   | Ещё одно завтра                    | One More Tomorrow                                       | Патрик «Пэт» Рейган                                       |
| 1946        | ф   | Время, место и девушка             | The Time, the Place and the Girl                        | Jeff Howard                                               |
| 1946        | ф   | Два парня из Милуоки               | Two Guys from Milwaukee                                 | Базз Уильямс                                              |
| 1947        | ф   | Люби и учись                       | Love and Learn                                          | Джингс Коллинз                                            |
| 1947        | ф   | Апрельские дожди                   | April Showers                                           | Джо Тайм                                                  |
| 1947        | кор | Значит, ты хочешь сниматься в кино | So You Want to Be in Pictures                           | человек, раздающий указания (в титрах не указан)          |
| 1947        | ф   | Всегда вместе                      | Always Together                                         | Билл (в титрах не указан)                                 |
| 1947        | ф   | Молодые звёзды 1947 года           | Blow Ups of 1947                                        | Джек Карсон (в титрах не указан)                          |
| 1948        | ф   | Роман в открытом море              | Romance on the High Seas                                | Питер Вёрджил                                             |
| 1948        | ф   | Два парня из Техаса                | Two Guys from Texas                                     | Дэнни Фостер                                              |
| 1949        | ф   | Это великое чувство                | It's a Great Feeling                                    | Джек Карсон                                               |
| 1949        | ф   | Джон любит Мэри                    | John Loves Mary                                         | Фред Тейлор                                               |
| 1949        | ф   | Мои сны твои                       | My Dream Is Yours                                       | Даг Блейк                                                 |
| 1950        | ф   | Яркий лист                         | Bright Leaf                                             | Крис Мэйли – Доктор Монако                                |
| 1950        | ф   | Мужчина с хорошим юмором           | The Good Humor Man                                      | Бифф Джонс                                                |
| 1950        | с   | Час театра «Форда»                 | The Ford Theatre Hour                                   | Гордон Миллер (1 эпизод)                                  |
| 1951        | ф   | У жениха были шпоры                | The Groom Wore Spurs                                    | Бен Касл                                                  |
| 1951        | ф   | Мистер Вселенная                   | Mister Universe                                         | Джефф Клейтон                                             |
| 1951— 1952  | с   | Видеотеатр «Люкс»                  | Lux Video Theatre                                       | разные роли (2 эпизода)                                   |
| 1953        | ф   | Покорить Ла-Манш                   | Dangerous When Wet                                      | Уинди Уиб                                                 |
| 1953 — 1954 | с   | Театр «Дженерал Электрик»          | General Electric Theater                                | разные роли (2 эпизода)                                   |
| 1954        | ф   | Фи                                 | Phffft                                                  | Чарли Нельсон                                             |
| 1954        | ф   | Красные подвязки                   | Red Garters                                             | Джейсон Карберри                                          |
| 1954        | ф   | Звезда родилась                    | A Star Is Born                                          | Мэтт Либби                                                |
| 1954 — 1955 | с   | Шоу Джека Карсона                  | The Jack Carson Show                                    | ведущий (1 эпизод)                                        |
| 1954— 1962  | с   | Час «Юнайтед Стейтс Стил»          | The United States Steel Hour                            | разные роли (6 эпизодов)                                  |
| 1955        | ф   | Я веду себя хорошо                 | Ain't Misbehavin'                                       | Хэл Норт                                                  |
| 1955        | с   | Театр Деймона Раниона              | Damon Runyon Theater                                    | Байрон «Брейн» Харрис (1 эпизод)                          |
| 1955        | с   | Студия 57                          | Studio 57                                               | Джонни Дарк (1 эпизод)                                    |
| 1955        | с   | Театр Джейн Уаймен                 | Jane Wyman Presents The Fireside Theatre                | Кендалл Лоринг (1 эпизод)                                 |
| 1955        | с   | Шоу Бобби Каммингса                | The Bob Cummings Show                                   | Джек Карсон (1 эпизод)                                    |
| 1955        | с   | Театр кинорежиссёров               | Screen Directors Playhouse                              | Ламар Кендалл (1 эпизод)                                  |
| 1955—1957   | с   | Кульминация                        | Climax!                                                 | разные роли (2 эпизода)                                   |
| 1956        | ф   | Дно бутылки                        | The Bottom of the Bottle                                | Хэл Брекенридж                                            |
| 1956        | ф   | Восхитительные головорезы          | Magnificent Roughnecks                                  | Бикс Деккер                                               |
| 1956        | с   | Телевизионный театр «Форда»        | The Ford Television Theatre                             | Дэн Дойл(1 эпизод)                                        |
| 1956 — 1958 | с   | Театр звёзд «Шлитц»                | Schlitz Playhouse of Stars                              | разные роли (3 эпизода)                                   |
| 1957        | ф   | Запятнанные ангелы                 | The Tarnished Angels                                    | Джиггс                                                    |
| 1957        | ф   | Порванное платье                   | The Tattered Dress                                      | шериф Ник Хоук                                            |
| 1957        | с   | Свидание с ангелами                | Date with the Angels                                    | Херби (1 эпизод)                                          |
| 1957 —1958  | с   | Театр 90                           | Playhouse 90                                            | разные роли (2 эпизода)                                   |
| 1958        | ф   | Кошка на раскаленной крыше         | Cat on a Hot Tin Roof                                   | Гупер                                                     |
| 1958        | ф   | Собирайтесь вокруг флага, ребята!  | Rally 'Round the Flag, Boys!                            | капитан Хоукси                                            |
| 1958        | с   | Первая студия                      | Studio One                                              | Гарри Брин (1 эпизод)                                     |
| 1959        | с   | Театр «Алкоа»                      | Alcoa Theatre                                           | разные роли (3 эпизода)                                   |
| 1959        | с   | Бонанза                            | Bonanza                                                 | Генри Т.П. Комсток (1 эпизод)                             |
| 1959        | с   | Начальное время                    | Startime                                                | Альберт Мэддон (1 эпизод)                                 |
| 1959        | с   | В суде                             | On Trial                                                | Сид Деввлин (1 эпизод)                                    |
| 1960        | ф   | Терновый куст                      | The Bramble Bush                                        | Берт Мосли                                                |
| 1960        | с   | Бенефис новой комедии              | New Comedy Showcase                                     | Джонни Мартин (1 эпизод)                                  |
| 1960        | с   | Театр Зейна Грея                   | Zane Grey Theater                                       | Сандаун Смит (1 эпизод)                                   |
| 1960        | с   | Триллер                            | Thriller                                                | Берт Льюис (1 эпизод)                                     |
| 1961        | ф   | Король яростных 20-х               | King of the Roaring 20's: The Story of Arnold Rothstein | Тимоти У «Большой Тим» О’Брайен                           |
| 1961        | с   | Шоу Дины Шор                       | Screen The Dinah Shore Chevy Show                       | Ральф (1 эпизод)                                          |
| 1961        | с   | Сумеречная зона                    | The Twilight Zone                                       | Харви Ханникат (1 эпизод)                                 |
| 1961        | с   | Шоу Дика Пауэлла                   | The Dick Powell Show                                    | Фейрчайлд (1 эпизод)                                      |
| 1961        | с   | Автобусная остановка               | Bus Stop                                                | констебль Вил Гоуди (1 эпизод)                            |
| 1962        | с   | Альфред Хичкок представляет        | Alfred Hitchcock Presents                               | Фрэнки Фейн (1 эпизод)                                    |
| 1962        | с   | Диснейленд                         | Disneyland                                              | Гарольд Сильвестер (2 эпизода)                            |